# Robbery, Assault and Battery
Robbery, Assault and Battery (englisch für ‚Raub, Überfall und Gewalt‘) ist ein Lied der britischen Rockband Genesis, das im Februar 1976 als Teil des Albums A Trick of the Tail erschien.

## Entstehung und Veröffentlichung
Getextet und komponiert wurde das Lied gemeinsam von den Genesis-Mitgliedern Tony Banks und Phil Collins. Gemeinsam mit den anderen beiden Bandmitgliedern Steve Hackett und Mike Rutherford sowie David Hentschel zeichneten sie auch für die Produktion verantwortlich.
Die Erstveröffentlichung von Robbery, Assault and Battery erfolgte am 20. Februar 1976 bei Charisma Records, als Teil des siebten Genesis-Studioalbums A Trick of the Tail (Katalognummer: 6369 974). Obwohl das Lied nicht als Single erschien, wurde hierzu ein Musikvideo unter der Regie von Bruce Gowers gedreht.

## Inhalt
Das Lied verwendet im Keyboardsolo ungerade Taktarten. Inhaltlich ist es eine ironische Betrachtung von Kriminalität und Rechtssystem. Der Liedtext handelt von einem Einbrecher, der sich so listig wie brutal der Festnahme entzieht, und sich sicher ist, falls er doch gefasst werden sollte, sich herauswinden zu können. Das Lied endet in der wiederholten Beteuerung des Verbrechers:
| „You’ve done me wrong, it’s the same old song forever and ever.“ – Originalauszug | „Du hast mir Unrecht getan, es ist das gleiche alte Lied für immer und ewig“ – Übersetzung |

## Besetzung
- Tony Banks – Begleitgesang, Klavier, Orgel, Synthesizer
- Phil Collins – Begleitgesang, Leadgesang, Schlagzeug
- Steve Hackett – E-Gitarre
- Mike Rutherford – Bassgitarre, Basspedale

## Rezensionen
“Der düster-witzige Text erzählt die Geschichte eines mörderischen Verbrechers, der aufgrund ineffektiver Polizei und eines Rechtssystems, das aufstrebenden Gaunern zahlreiche Schlupflöcher bietet, ohne Angst vor Vorwürfen haben kann. Die Musik unterstreicht den schwarzen Humor der Texte, indem sie sie mit einer ironisch-spritzigen Melodie verbindet, die schwungvolle Strophenmelodien mit einem Refrain verbindet, der auf kraftvollen, aufsteigenden Noten basiert. […] Phil Collins’ Hauptgesang orientiert sich an Peter Gabriels Gesangsstilen und setzt verschiedene Cockney-Akzente ein, um die verschiedenen Charaktere lebendig zu machen. […] „Robbery Assault And Battery“ erfreute sich lange Zeit eines Live-Favoriten von Genesis und gilt bis heute als einer der besten Erfolge der Gruppe nach Gabriel.”